# オフィスコバック
株式会社オフィスコバック（英: OFFICE KOBACK co., ltd）は、東京都港区に本社を置く日本の芸能プロダクション。日本芸能マネージメント事業者協会会員。

## 沿革
2004年に劇団青年座の元スタッフで西田敏行のマネージャーを長年務めていた小林保男が設立。設立当初の所属タレントは西田のみであった。
2024年に猪野学が退所して以降、芸能マネジメント事業は事実上の休止状態である。

## 所属タレント
- 西田敏行 - 2024年10月17日死去。オフィスコバックのホームページ上には所属タレントとして記載が残っている。

### かつて所属していたタレント
- 緒形直人 - 2023年4月6日退所
- 坂本三佳 - 2023年12月31日退所
- 猪野学 - 2024年12月31日退所